# Gemeinderatswahl in St. Pölten 1977
Die Gemeinderatswahl 1977 fand am 13. März 1977 statt und war die siebte Gemeinderatswahl in St. Pölten nach Kriegsende. Mit starken Gewinnen konnte die Sozialistische Partei Österreichs erneut die meisten Stimmen auf sich vereinen und die absolute Mehrheit verteidigen. 

## Ausgangslage
Bei der Wahl vom 19. März 1972 konnte die SPÖ erneut die meisten Stimmen auf sich vereinen und mit Verlusten die absolute Mehrheit verteidigen. ÖVP, KPÖ und FPÖ konnten leichte Gewinne verzeichnen, die FPÖ schaffte einen Wiedereinzug in den Gemeinderat.

### Wahlwerbende Parteien und Wahlverlauf
Bei den Wahlen traten die vier im Gemeinderat vertretenen Parteien an. Die Sozialistische Partei Österreichs (SPÖ) trat mit Hans Schickelgruber als Spitzenkandidat an, die Österreichische Volkspartei (ÖVP) unter Anton Korner.

## Wahlergebnis
Bei der Wahl vom 12. März 1977 konnte die SPÖ erneut die meisten Stimmen auf sich vereinen und mit starken Gewinnen die absolute Mehrheit verteidigen. Während ÖVP und KPÖ stark verloren konnte die FPÖ Gewinne verzeichnen.
|                    | Ergebnisse 1977 | Ergebnisse 1977 | Ergebnisse 1977 | Ergebnisse 1972 | Ergebnisse 1972 | Ergebnisse 1972 | Differenzen | Differenzen | Differenzen |
| ------------------ | --------------- | --------------- | --------------- | --------------- | --------------- | --------------- | ----------- | ----------- | ----------- |
| Stimmen            | %               | Mand.           | Stimmen         | %               | Mand.           | Stimmen         | %           | Mand.       |             |
| Wahlberechtigte    | 36.785          |                 |                 | 35.486          |                 |                 | + 1.299     |             |             |
| Abgegebene Stimmen | 31.254          | 84,9 %          |                 | 30.763          | 86,7 %          |                 | + 491       | - 1,8 %     |             |
| ungültige Stimmen  | 645             | 2,1 %           |                 | 869             | 2,8 %           |                 | - 224       | - 0,7 %     |             |
| gültige Stimmen    | 30.609          | 97,9 %          |                 | 29.894          | 97,2 %          |                 | + 715       | + 0,7 %     |             |
| Partei             |                 |                 |                 |                 |                 |                 |             |             |             |
| SPÖ                | 17.679          | 57,8 %          | 25              | 16.462          | 55,1 %          | 24              | + 1.217     | + 2,7 %     | + 1         |
| ÖVP                | 10.353          | 33,8 %          | 15              | 10.687          | 35,7 %          | 15              | - 334       | - 1,9 %     | ± 0         |
| KPÖ                | 1.314           | 4,3 %           | 1               | 1.938           | 6,5 %           | 2               | - 624       | - 2,2 %     | - 1         |
| FPÖ                | 1.263           | 4,1 %           | 1               | 807             | 2,7 %           | 1               | + 456       | + 1,4 %     | ± 0         |
| Gesamt             | 30.609          | 100,0 %         | 42              | 29.894          | 100,0 %         | 42              | + 715       | ± 0         | ± 0         |

## Auswirkungen
Bei der konstituierenden Gemeinderatssitzung am 5. April 1977 wurde Schickelgruber zum Bürgermeister gewählt, Vizebürgermeister wurden erneut Oswald Hameder (SPÖ) und Anton Korner (ÖVP).